# Carlos Amusco
Carlos Amusco. Político republicano e industrial español. Fue un destacado líder del republicanismo en su provincia a finales del siglo XIX e inicios del XX. Contaba con una fábrica de productos agroquímicos y defendía la difusión y apoyo de los abonos químicos como elemento fundamental para la mejora de la productividad del campo.
Eliminada la República, en los años de la Restauración, fue uno de los líderes republicanos históricos en su provincia, junto con Juan Manuel Zapatero y Alberto Ruiz y Royo.

## Obras
- Memoria agrícola (premio Exposición regional del año 1897) (Logroño, Librería de Ricardo Martínez y Merino, 1898)